# CBU-97 Sensor Fuzed Weapon

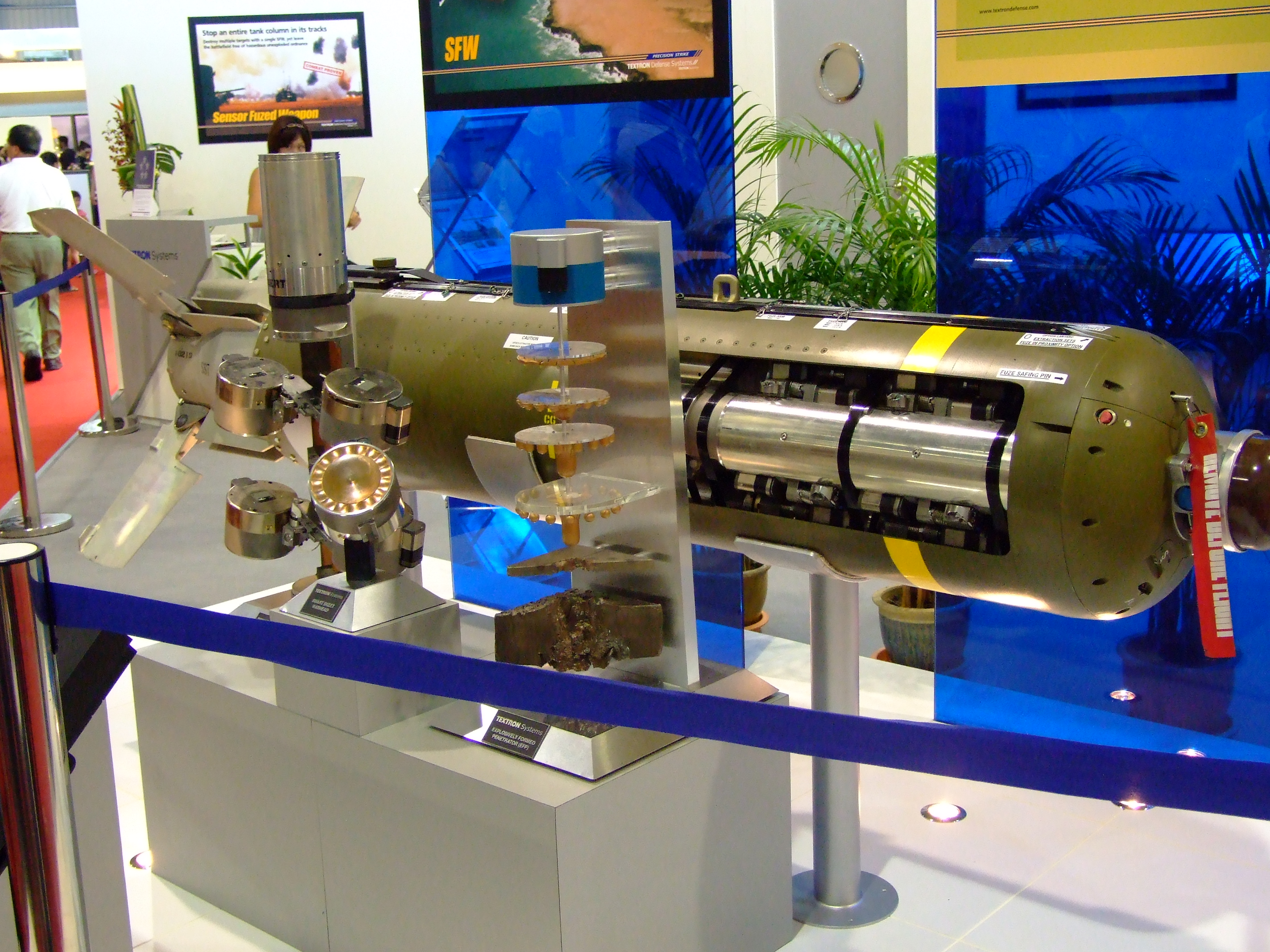
CBU-105 auf dem Messestand von Textron Defense Systems, Singapore Airshow 2008

Die CBU-97 Sensor Fuzed Weapon ist eine 450 kg (1000 lbs) schwere ungelenkte Streubombe der US-Firma Textron Defense Systems zur Bekämpfung von Kampfpanzern und Fahrzeugen. Zusammen mit dem Wind Corrected Munitions Dispenser trägt sie die Bezeichnung CBU-105. Als Submunition enthält sie 10 BLU-108. An diesen sind 4 puckförmige, Skeets genannte Projektile angebracht, die, falls sie ein Ziel ausgemacht haben, einen Penetrator auf dessen Motor abfeuern. Die 40 Skeets können mit ihren Infrarot- und Lasersensoren eine Fläche von 450 m × 150 m abtasten und dann per Abgleich die richtigen Ziele angreifen.
Die Bombe wurde erstmals 2003 im Irakkrieg durch die USA im Kampf eingesetzt.

## Funktion

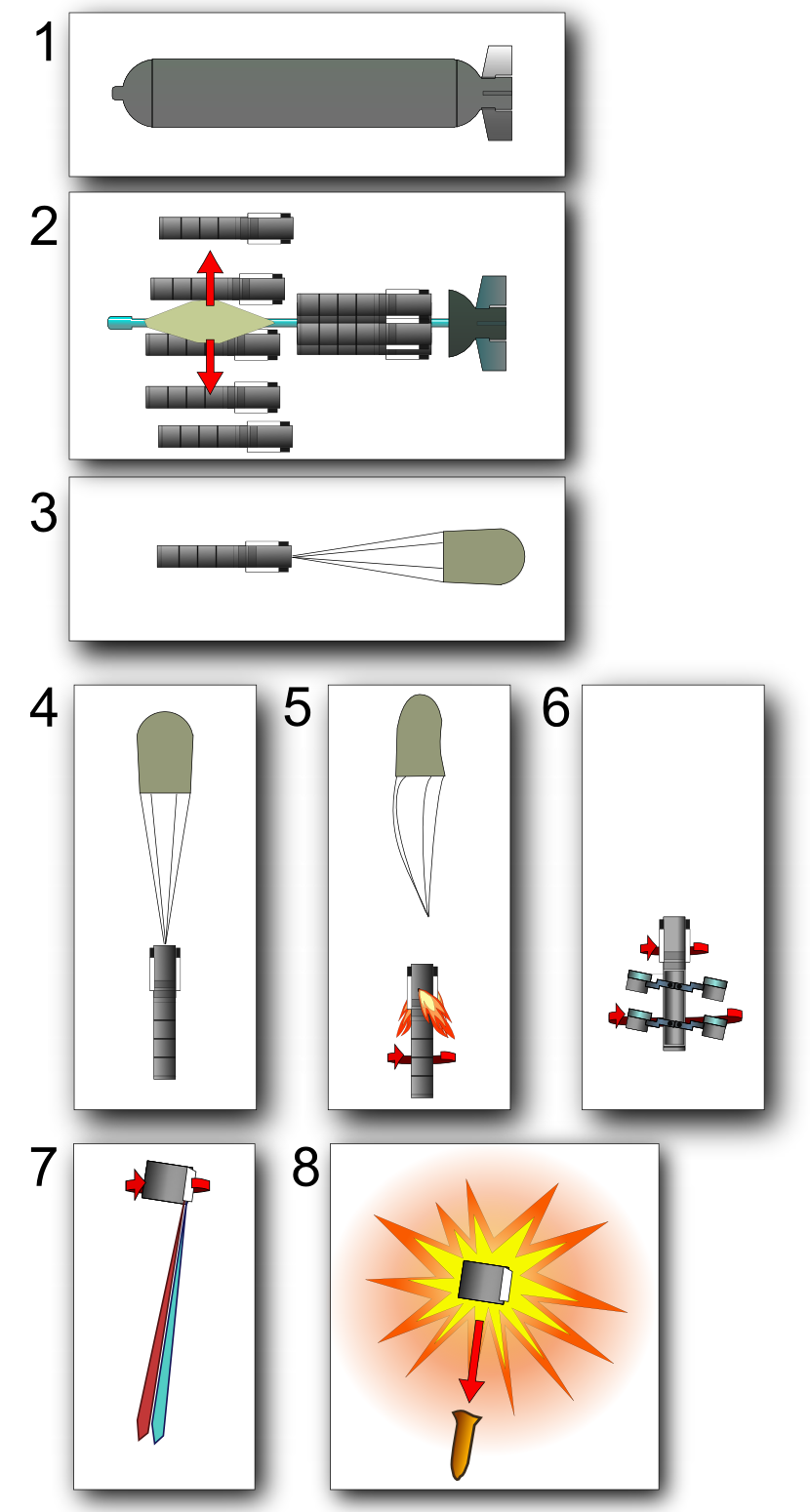

Die Bombe zerlegt sich nach dem Abwurf in einer voreingestellten Höhe über dem Erdboden. Diese wird durch den Annäherungszünder gemessen. Dabei werden die drei Verkleidungen durch eine explosive Schneidladung in den Luftstrom angehoben und dann von diesem abgetrennt. Zwei Luftsäcke blasen sich auf und trennen somit die 10 BLU-108 vom Bombenrumpf. Nach einer bestimmten Zeit stoßen diese dann ihre Bremsschirme aus. Diese bringen die 10 BLU-108 30 m versetzt in eine vertikale Position. Die BLU-108 trennen dann ihre Bremsschirme ab und gleichzeitig zündet ein Raketenmotor, der ihren Fall stoppt und sie in eine Längsdrehung versetzt. Während dieser Drehung werden die Skeets in 90°-Winkel-Abständen in Paaren abgesprengt und tasten dann mit ihren Laser- und Infrarot-Sensoren das unter ihnen liegende Gelände kreisförmig nach Zielen ab. Dabei misst der Laser Unterschiede in der Höhe des Terrains, wie es durch das Vorhandenseins eines Fahrzeuges der Fall wäre. Gleichzeitig erfasst der Infrarotdetektor die Wärmeausstrahlung des Motors des Fahrzeuges. Wenn nun ein Ziel durch das Zusammenwirken dieser beiden Sensoren erfasst worden ist, feuert der
Skeet eine projektilbildende Ladung ab, welche im optimalen Fall den Motor trifft und diesen zerstört.

## Nutzer (CBU-105)
- Indien:[1] 556
- Oman:[1] 50
- Saudi-Arabien:[1] 1300
- Südkorea:[1] 361
- Türkei:[1] 50
- Vereinigte Arabische Emirate:[1] – unbekannte Anzahl
- Vereinigte Staaten: > 10.000[1]